# Aleksandras Zeltinis
Aleksandras Zeltinis (* 19. Februar 1951 in Biržai) ist ein litauischer Politiker der Lietuvos socialdemokratų partija.

## Leben
Nach dem Abitur von 1957 bis 1968 an der 2. Mittelschule Biržai absolvierte er von 1968 bis 1973 das Diplomstudium als Ingenieur-Elektriker am Kauno politechnikos institutas und von 1977 bis 1980 das Diplomstudium der Wirtschaft an der Vilniaus valstybinis universitetas. Von 1984 bis 1988 arbeitete er bei Lietuvos komunistų partija. Von 1998 bis 1999 arbeitete er bei „VELUX GmbH“ in Hamburg und von 2000 bis 2006 bei „SMB international GmbH“ in Quickborn als Direktor für Osteuropa. 2006 arbeitete er als Ministerberater am Landwirtschaftsministerium Litauens. Seit 2013 ist er Mitglied im Seimas, Mitglied des Europaausschusses.
Er ist Mitglied der Lietuvos socialdemokratų partija.
Er leitet „Hanseatisch-Litauisches Freundschaftstor Deutschland e. V. Hamburg“.
Er ist verheiratet mit Simin Wieghard-Zeltinis und hat zwei Töchter.

## Ehrungen
- 2011: Ehrenbürger der Rajongemeinde Biržai

## Auszeichnungen
- 2007: Orden für Verdienste um Litauen, Riterio kryžius